# Millî Küme 1950
Die Milli Eğitim Kupası 1950 war die elfte und letzte ausgetragene Saison der Millî Küme. Meister wurde zum sechsten Mal Fenerbahçe Istanbul.

## Teilnehmende Mannschaften
- Beşiktaş Istanbul – Aus der İstanbul Futbol Ligi als 1. Platz
- Fenerbahçe Istanbul – Aus der İstanbul Futbol Ligi als 2. Platz
- Galatasaray Istanbul – Aus der İstanbul Futbol Ligi als 3. Platz
- Vefa Istanbul – Aus der İstanbul Futbol Ligi als 4. Platz
- Gençlerbirliği Ankara – Aus der Ankara Futbol Ligi als 1. Platz
- Ankara Demirspor – Aus der Ankara Futbol Ligi als 2. Platz
- Göztepe Izmir – Aus der İzmir Futbol Ligi als 1. Platz
- Altay Izmir – Aus der İzmir Futbol Ligi als 2. Platz

## Statistiken

### Abschlusstabelle
Punktesystem
Sieg: 3 Punkte, Unentschieden: 2 Punkte, Niederlage: 1 Punkt
| Pl. | Verein                | Sp. | S | U | N  | Tore    | Diff. | Punkte |
| --- | --------------------- | --- | - | - | -- | ------- | ----- | ------ |
| 1.  | Fenerbahçe Istanbul   | 14  | 8 | 5 | 1  | 035:900 | +26   | 35     |
| 2.  | Galatasaray Istanbul  | 14  | 7 | 7 | 0  | 019:500 | +14   | 35     |
| 3.  | Beşiktaş Istanbul     | 14  | 8 | 4 | 2  | 031:160 | +15   | 34     |
| 4.  | Vefa Istanbul         | 14  | 7 | 4 | 3  | 029:260 | +3    | 32     |
| 5.  | Ankara Demirspor      | 14  | 4 | 5 | 5  | 028:270 | +1    | 27     |
| 6.  | Gençlerbirliği Ankara | 14  | 3 | 4 | 7  | 018:350 | −17   | 24     |
| 7.  | Altay Izmir           | 14  | 2 | 2 | 10 | 016:330 | −17   | 20     |
| 8.  | Göztepe Izmir         | 14  | 1 | 1 | 12 | 011:460 | −35   | 17     |

### Torschützenliste
Bei gleicher Anzahl von Treffern sind die Spieler alphabetisch nach Nachnamen bzw. Künstlernamen sortiert.
| Rang | Name                   | Mannschaft           | Tore |
| ---- | ---------------------- | -------------------- | ---- |
| 1.   | Lefter Küçükandonyadis | Fenerbahçe Istanbul  | 14   |
| 2.   | Bülent Esel            | Beşiktaş Istanbul    | 13   |
| 3.   | Reha Eken              | Galatasaray Istanbul | 9    |
| 3.   | Bülent Varol           | Vefa Istanbul        | 9    |
| 5.   | Galip Haktanır         | Vefa Istanbul        | 8    |
| 6.   | Ahmet Erol             | Fenerbahçe Istanbul  | 7    |
| 6.   | Zekeriya Tunalı        | Ankara Demirspor     | 7    |
| 6.   | Suphi Ural             | Vefa Istanbul        | 7    |

### Kreuztabelle
| 1950                  | Fenerbahçe Istanbul | Galatasaray Istanbul | Beşiktaş Istanbul | Vefa Istanbul | Ankara Demirspor | Gençlerbirliği Ankara | Altay Izmir | Göztepe Izmir |
| --------------------- | ------------------- | -------------------- | ----------------- | ------------- | ---------------- | --------------------- | ----------- | ------------- |
| Fenerbahçe Istanbul   |                     | 0:0                  | 1:1               | 1:2           | 2:2              | 6:0                   | 3:1         | 8:0           |
| Galatasaray Istanbul  | 0:0                 |                      | 1:1               | 1:0           | 3:0              | 5:2                   | 1:0         | 1:0           |
| Beşiktaş Istanbul     | 0:2                 | 1:1                  |                   | 2:1           | 5:2              | 0:1                   | 1:0         | 3:2           |
| Vefa Istanbul         | 0:2                 | 1:1                  | 1:1               |               | 1:0              | 5:3                   | 2:0         | 6:1           |
| Ankara Demirspor      | 1:1                 | 0:3                  | 1:3               | 1:1           |                  | 2:2                   | 5:3         | 2:0           |
| Gençlerbirliği Ankara | 0:1                 | 0:0                  | 1:3               | 2:2           | 1:6              |                       | 4:1         | 1:1           |
| Altay Izmir           | 0:4                 | 0:0                  | 1:4               | 1:3           | 2:2              | 3:0                   |             | 4:1           |
| Göztepe Izmir         | 2:4                 | 0:2                  | 1:6               | 0:4           | 0:4              | 0:1                   | 3:0         |               |

## Die Meistermannschaft von Fenerbahçe Istanbul
| 1.                  | Fenerbahçe Istanbul |
| Fenerbahçe Istanbul | - Tor: Ethem Karpat; Cihat Arman; Erdal Kocaçimen - Abwehr: Hilmi Ardağ; Müzdat Yetkiner; Ahmet Erol; Murat Alyüz; Selahattin Torkal - Mittelfeld: Kamil Ekin; Samim Var; Nusret Özmengü; Süleyman Köprülü; Rafet Atamer; Ali Elgin - Angriff: Lefter Küçükandonyadis; Halit Deringör; Erol Keskin; Mehmet Ali Has; Cemal Uzkes; Fikret Kırcan; Turhan Akra; Niko Knezovic; Hakkı Pavli; Günaydın Özyurt; Cemal Uludağ; Cemal Şıkak; Keskin Erol - Trainer: Peter Molloy ( England) |